# Михайлин, Александр Вячеславович
Алекса́ндр Вячесла́вович Миха́йлин (род. 18 августа 1979, Москва) — российский дзюдоист, заслуженный мастер спорта России (2001). Серебряный призёр олимпийских игр в Лондоне. 3-кратный чемпион мира, 6-кратный чемпион Европы и 10-кратный чемпион России; 16-кратный победитель турниров Мирового кубка, Гран-При, Большого шлема, 8-кратный чемпион мира среди военнослужащих. Многократный победитель и призёр Клубных чемпионатов и турниров среди клубов и сборных.
С 30 мая 2014 начальник «Центра сборных команд» ГКУ ЦСТиСК Москомспорта.
По состоянию на март 2018 года провел 354 официальных схваток, победу одержал в 282.
23 сентября 2021 года IJF присвоил Александру Михайлину 7 дан.

## Биография
Родился 18 августа 1979 года в Москве. В 1986 году начал заниматься спортом в школе. Сначала это был баскетбол, а в 5-м классе записался на самбо в УСК Самбо-70. В 1996 году окончил школу, в этом же году поступил в РГАФК. С 1997 года является членом сборной команды России по дзюдо. Выступал в весовой категории свыше 100 кг и абсолютной весовой категории за ЦСКА, спортивный клуб «Самбо-70». Тренеры: Заслуженные тренеры России Ярослав Михайлович Керод и Павел Владимирович Фунтиков.
Начиная с 1999 года Александр Михайлин стал выступать на чемпионатах мира и Европы. Дзюдоист сразу показал себя, как решительный боец. На чемпионате мира по дзюдо в Бирмингеме (Англия) Александр стал бронзовым призёром. В тот раз он выступал в категории до 100 кг. На следующий год он уже стал соревноваться в категории свыше 100 кг. На чемпионате мира 2001 года Михайлин, взяв золотую медаль в двух весовых категориях, вошёл в историю дзюдо, как пятый дзюдоист в мире, сделавший золотой дубль.
В 2001 и в 2005 годах Александр Михайлин признавался лучшим дзюдоистом Европы. Через год его наградили медалью ордена «За заслуги перед Отечеством» второй степени. Кроме этого он получил звание лучшего спортсмена России в том году. В 2004 году окончил Московскую финансово-юридическую академию. В 2005 году вошёл в историю российского и советского дзюдо как первый спортсмен, завоевавший три золотые медали на чемпионатах мира.
В 2005 году Михайлин был признан Европейским союзом дзюдо лучшим спортсменом Европы
В 2006 году Михайлину Международной федерацией дзюдо (IJF) был присвоен 6-й дан дзюдо.
На Олимпийских играх 2012 года в Лондоне завоевал серебро в категории свыше 100 кг, проиграв в финальной схватке французу Тедди Ринеру, получив 3 шидо, автоматически превратившееся в оценку Вадза-ари. В 2016 году выиграл чемпионат России, завоевав 10-й в своей карьере титул чемпиона России
В марте 2014 советник руководителя Департамента физической культуры и спорта города Москвы по развитию дзюдо.
Стал победителем чемпионата России по дзюдо 2016 года в категории +100 кг.
23 сентября 2021 Александру  Михайлину Международной федерацией дзюдо (IJF) был присвоен 7-й дан дзюдо.
Долгие годы соперничал в супертяжёлой весовой категории с Тамерланом Тменовым.

## Награды
- Медаль ордена «За заслуги перед Отечеством» I степени (13 августа 2012 года) — за большой вклад в развитие физической культуры и спорта, высокие спортивные достижения на Играх XXX Олимпиады 2012 года в городе Лондоне (Великобритания)[8].

## Семья
Женился в 2022 году на Яковлевой Елене Владимировне Младший брат Вячеслав Михайлин — чемпион России, Европы и мира .